# 69 (nombre)
Pour les articles homonymes, voir 69 (homonymie).
Le nombre 69 (soixante-neuf) est l'entier naturel qui suit 68 et qui précède 70.

## En mathématiques
Le nombre 69 est :
- un nombre semi-premier et entier de Blum 3 × 23 ;
- un nombre composé brésilien car 69 = 3322 ;
- le plus grand nombre dont la factorielle est inférieure à 10100 (69! ≈ 1,71 × 1098). C'est donc souvent la plus grande factorielle qui peut être calculée avec une calculatrice de poche.

Il possède aussi la propriété amusante d'être le seul nombre dont le cube et le carré contiennent tous les chiffres de zéro à neuf une seule fois : 692 = 4761 et 693 = 328509.

## Dans d'autres domaines
Le nombre 69 est aussi :
- le numéro atomique du thulium ;
- le numéro de la sourate Al-Haaqqa dans le Coran ;
- le numéro du département français du Rhône ;
- le symbole de l'équilibre dans la dualité ;
- une position sexuelle, le 69.